# Winger (Minnesota)
Winger es una ciudad ubicada en el condado de Polk en el estado estadounidense de Minnesota. En el Censo de 2010 tenía una población de 220 habitantes y una densidad poblacional de 194,38 personas por km².

## Geografía
Winger se encuentra ubicada en las coordenadas 47°32′15″N 95°59′12″O / 47.53750, -95.98667. Según la Oficina del Censo de los Estados Unidos, Winger tiene una superficie total de 1.13 km², de la cual 1.13 km² corresponden a tierra firme y (0%) 0 km² es agua.

## Demografía
Según el censo de 2010, había 220 personas residiendo en Winger. La densidad de población era de 194,38 hab./km². De los 220 habitantes, Winger estaba compuesto por el 96.36% blancos, el 0% eran afroamericanos, el 2.27% eran amerindios, el 0.45% eran asiáticos, el 0% eran isleños del Pacífico, el 0% eran de otras razas y el 0.91% pertenecían a dos o más razas. Del total de la población el 0% eran hispanos o latinos de cualquier raza.